# Mark Oliphant
Sir Marcus "Mark" Laurence Elwin Oliphant (1901 – 2000) va ser un metge australià que va tenir un paper important en els experiments de la fusió nuclear i també en les armes nuclears.
Nascut a Kent Town (Austràlia), l'any 1927 es traslladà a Anglaterra on va estudiar sota Sir Ernest Rutherford a la Universitat de Cambridge al Laboratori Cavendish. Allà, usant un accelerador de partícules, va descobrir l'heli-3 i el triti.
Arran la Segona Guerra Mundial va estar involucrat en la invenció del radar. Oliphant també formà part del MAUD Committee el qual va informar el juliol de 1941 que es podria produir una bomba atòmica ja a principis de 1943.
Després de la guera, Oliphant tornà a Austràlia com el primer Director de la Research School of Physical Sciences and Engineering a la nova universitat Australian National University. Es va retirar l'any 1976, però va ser nomenat governador d'Austràlia del Sud pel Primer Ministre Don Dunstan. Va esdevenir partidari de l'eutanàsia voluntària 

Memorials a Mark Oliphant
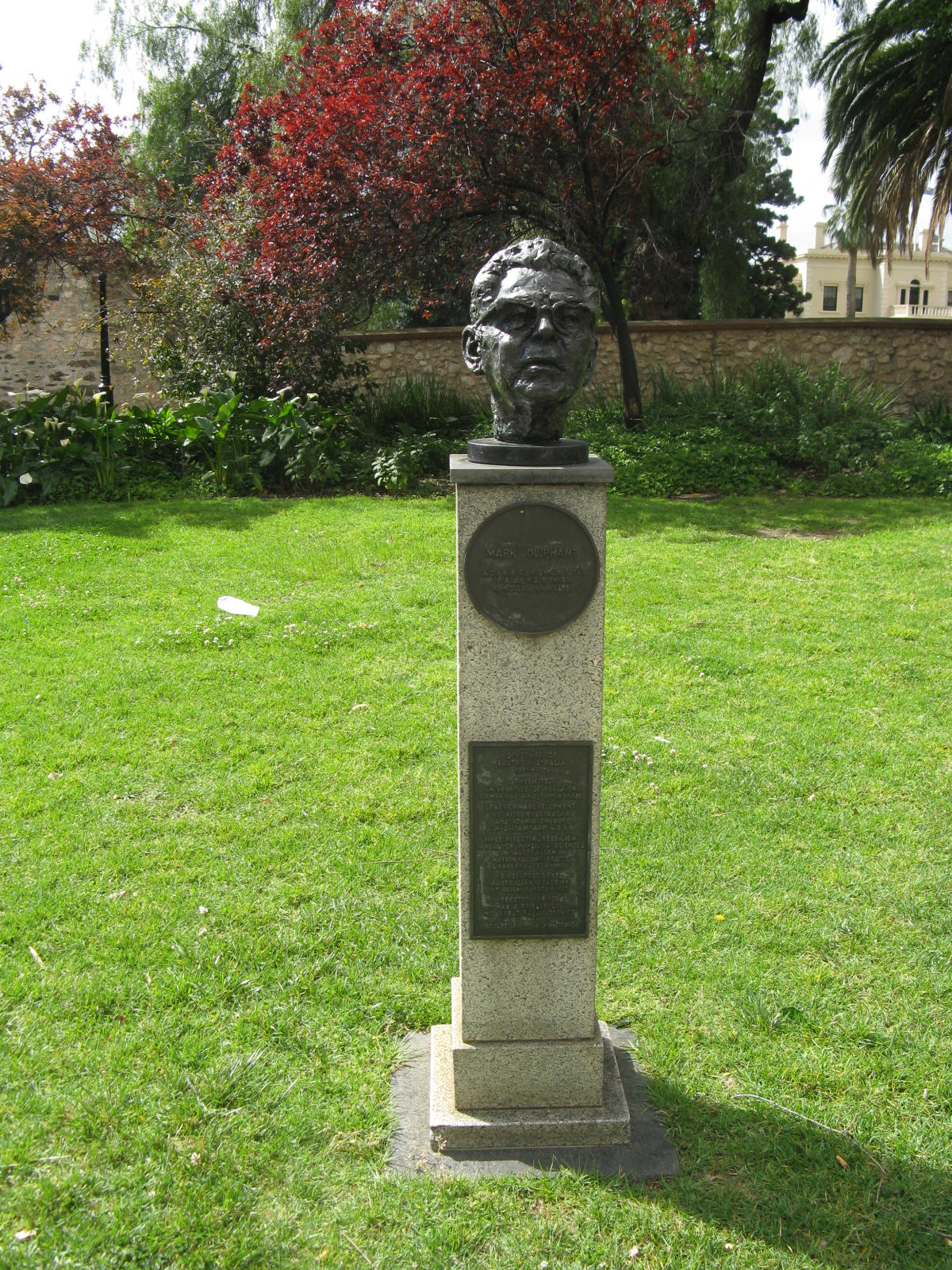
Estàtua a North Terrace
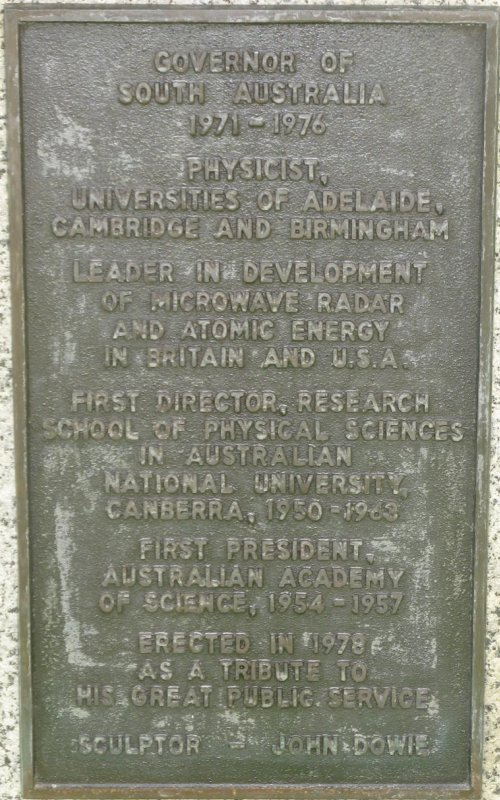
Text de l'estàtua
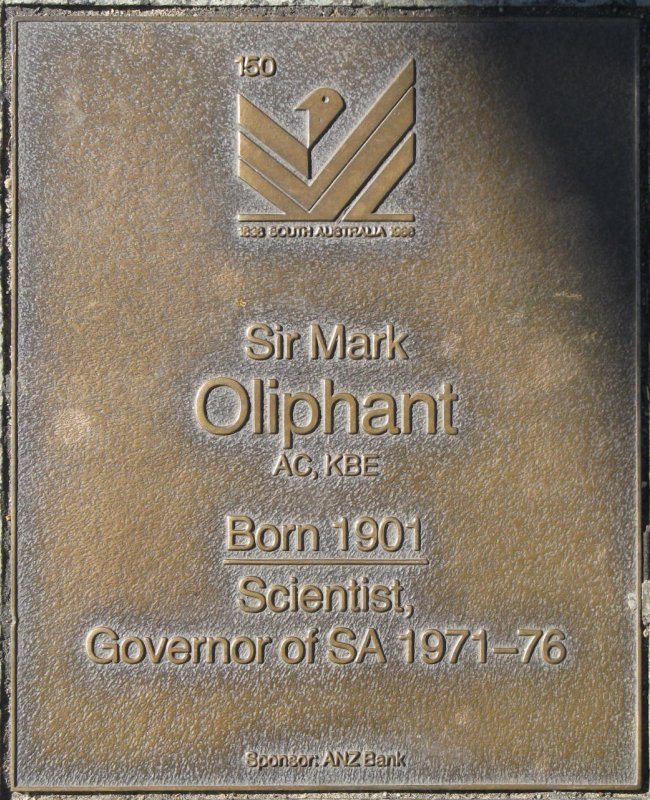
Placa a Jubilee 150 Walkway